# Dunja Schnabel
Dunja Svea Schnabel (* 4. September 1970 in Bensberg) ist eine deutsche Illustratorin und Kinderbuchautorin. Sie lebt mit ihrer Familie in Hamburg.

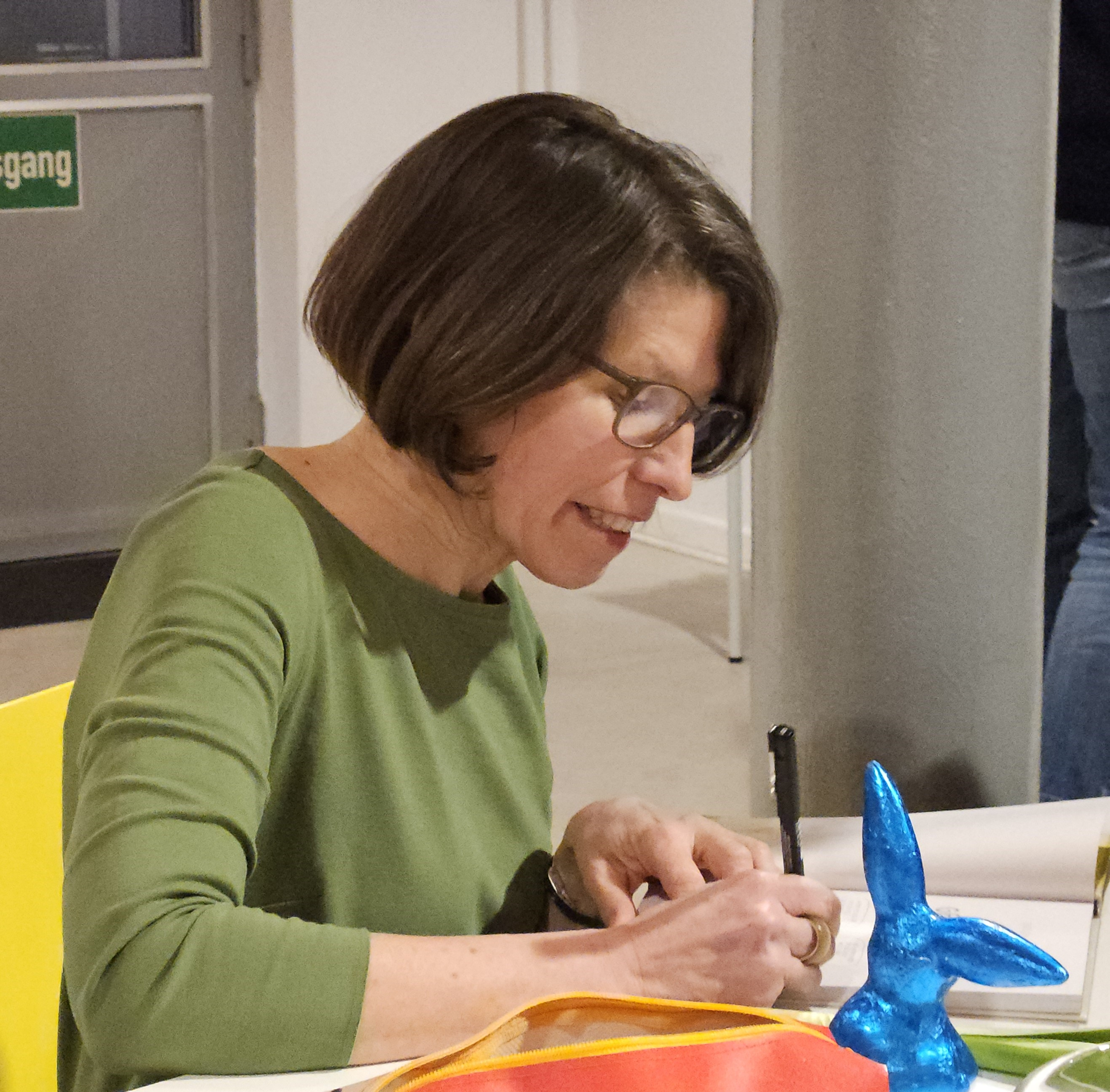
Kinderbuchillustratorin Dunja Schnabel

## Leben
Dunja Schnabel ist das 15. Kind von 17 Geschwistern. Die ersten Lebensjahre verbrachte sie in Köln; 1973 zog die Familie nach Hofheim-Langenhain im Taunus. Nach dem Abitur studierte sie Kommunikationsdesign an der FH Mainz (jetzt Hochschule Mainz) mit den Schwerpunkten Buchgestaltung und Illustration. Ihr erstes Kinderbuch „Besuch von Klaus“ (unveröffentlicht) entstand während ihres Studiums.
Ab 2000 war Schnabel 10 Jahre lang Teil der Hamburger Ateliergemeinschaft übermwind mit Stefanie Harjes. 2018 schloss sie sich der Ateliergemeinschaft Goldbekhof in Hamburg an. In Hamburg gründete sie auch mit ihrem Mann eine eigene Familie. Sie haben inzwischen 3 Kinder, diese sind – in Zählweise einer Großfamilie – Enkel Nr. 29, 33 und 35.
Als freischaffende Illustratorin und Autorin illustrierte sie zahlreiche Kinder- und Schulbücher illustriert und veröffentlichte mehrere eigene Kinderbücher. Ihre filigran gezeichneten Tiere verzaubern die Leserschaft durch ungewöhnliche Wortspiele und Reime und fordern Klein wie Groß zum Entdecken auf. Die Reime werden durch einfache, aber witzige und ausdrucksstarke Bilder mit vielen Details illustriert.
Für die Autorinnen Julie Zeh und Sarah Welk hat sie u. a. demokratische Prozesse anschaulich in Bilder übersetzt und das Entstehen von Nachrichtensendungen illustriert. Darüber hinaus hat die Illustratorin zahlreiche Schulbücher und Unterrichtsmaterialien gestaltet.
In Workshops an Schulen und Bibliotheken gibt sie Tipps und Tricks aus der Welt der Illustration an junge Nachwuchstalente weiter.
Der Comicroman „Der große Wurf“ (2024) wurde durch ein Stipendium der Stiftung Kulturwerk unterstützt. In dem Comic erzählt sie von einem Wohnzimmer nur für Kinder, peinlichen Brüdern und der allernervigsten Hausarbeit. Das Buch hat einen autobiografischen Hintergrund - Ähnlichkeiten mit echten Personen sind zufällig, aber doch erwünscht. Ihr Fazit „Geschwister sind Freunde fürs Leben“.

## Bibliografie (Auszug)

### Bücher (Text und Illustration von Dunja Schnabel)
- Der große Wurf: Familienalltag XXL, Comicroman für Kinder ab 8 Jahre. Rotfuchs, 2024, ISBN 978-3-7571-0005-6
- Heute fährt das kleine ... Pferd!: tierisch rollender Sprach-Spiel-Spaß. Carlsen, 2003, ISBN 978-3-551-17175-7
- Hase, Fuchs und Reh fahren ... LKW!: Rate-Reime mit 36 Tieren und 12 Fahrzeugen. Carlsen, 2020, ISBN 978-3-551-21003-6
- Hund, Katze, Maus ... Haus!: mitsprechen, mitraten, mitreimen. Carlsen, 2015, ISBN 978-3-551-17293-8
- Der Bär hat sooo ein Loch im Bauch! Oetinger, 2014, ISBN 978-3-7891-7159-8
- Hokus, Pokus! sagt Fidibus. Oetinger, 2008, ISBN 978-3-7891-7131-4
- Alle fahren mit. Oetinger, 2004, ISBN 978-3-7891-7126-0

### Illustrationen
- Sarah Welk (Künstlerin), Dunja Schnabel (Illustration): Wie du die Welt verändern kannst, arsEdition, 2021, ISBN 978-3-8458-3921-9
- Julia Hofmann (Autorin),  Dunja Schnabel (Illustration) Hör mal Wimmelbuch - unser Zuhause: über 30 Sachen suchen, Geräusche raten. Carlsen, 2021, ISBN 978-3-551-25192-3
- Sarah Welk (Künstlerin), Dunja Schnabel (Illustration): Tagesschau und Co. Wie Sender und Redaktionen Nachrichten machen. arsEdition, 2020, ISBN 978-3-8458-3240-1
- Juli Zeh (Verfasserin), Schnabel, Dunja (Illustration), Jetzt bestimme ich! Carlsen, 2020, ISBN 978-3-551-21011-1
- Andrea Schomburg, Kirsten Boie, Margit Auer, Eve Bunting, Dunja Schnabel, Paul Maar, Daniel Napp u. a.: Das Hamburger Geschichten-Buch: auf dem Weg von der Kita in die Schule: mit Eintragseiten, Wimmelbildern, Gedichten und Geschichten zum Vor- und Selberlesen. Carlsen, 2020, ISBN 978-3-551-60881-9
- Sabine Praml (Autorin), Dunja Schnabel (Designerin): Schnell nach Hause, Matti! Oetinger, 2005, ISBN 978-3-7891-7127-7

### Lehrmaterialien/Poster (Auswahl)
- Illustrationen für den Westermann Schulbuch Verlag:
  - Fidelio Musikbücher; Für Diktate üben 2-4; Igel-Hefte 2-4
  - ABC der Fortbewegung, Poster[7]
  - ABC der Fliegerei, Poster
- Dunja Schnabel (Illustrator), Mascha Greune (Illustrator), Rätselspaß für die 1. Klasse: Schreiben, Rechnen, Logisches Denken. arsEdition, 2021, ISBN 978-3-8458-4182-3
- Günther Jakobs u. a.: Mein erstes Vorlesebilderbuch - Tiere, Kinder, Fahrzeuge. Carlsen, 2022, ISBN 978-3-551-17208-2

## Auszeichnungen
- 2020 Emys Sachbuchpreis
- 2018 Leipziger Lesekompass